# 约翰·卡梅隆·米切尔
约翰·卡梅隆·米切尔（英語：John Cameron Mitchell，1963年4月21日—）是一名美国演员、作家和导演，他以首演了音乐剧《摇滚芭比》的主角海德薇格（英語：Hedwig）而一举成名，并在2001年的电影版中再度出演该角色。他作为导演指导了电影《性愛巴士》和《兔子洞》。

## 早年
米切尔出生于美国德克薩斯州艾爾帕索。父亲是美国陆军少将约翰·亨德森·米切尔（英語：John Henderson Mitchell），曾任美军驻西柏林指挥官。母亲琼·卡梅隆·米切尔（英語：Joan Cameron Mitchell）是土生土长的苏格兰格拉斯哥人，后作为一名年轻教师移民到美国，同时，她还是一位水彩画画家。他的父母是虔诚的天主教徒以及保守派共和黨，米切尔是两人的长子。米切尔成长于美国、德国以及苏格兰的陆军基地。他就读于天主教学校，包括圣泽维尔高中和圣庇护十世高中，并于1981年毕业于后者。他的弟弟科林·米切尔（英語：Colin Mitchell）也是一个演员、作家和导演。
11岁时，他在苏格兰的本笃会男孩寄宿学校里出演了首个舞台剧角色，基督诞生音乐剧中的圣母玛利亚。1981年至1985年，他就读于西北大学学习戏剧，但因为得到出演百老汇音乐剧《大河》的工作机会，他在毕业之前提前离开学校。

## 职业生涯
1985年，米切尔获得了他的第一个职业剧场工作，在芝加哥古德曼剧院扮演哈克贝利·费恩（英語：Huckleberry Finn）。他的第一份纽约剧场的工作是1985年音乐剧《大河》里哈克贝利角色的预备演员。他是百老汇音乐剧《秘密花園》里迪肯（英語：Dickon）角色的首演，也是外百老汇音乐剧《欲望回旋》的首演之一。凭借这两部音乐剧，他都获得了戏剧桌奖的提名。他也同时参与了这两部音乐剧的原声专辑的录制。